# هنري مارشان
هنري مارشان (بالفرنسية: Henri Marchand)‏ (و. 1898 – 1959 م) هو ممثل، من فرنسا، ولد في فرنسا، توفي في باريس، عن عمر يناهز 61 عاماً.

## وصلات خارجية
- هنري مارشان على موقع IMDb (الإنجليزية)
- هنري مارشان على موقع ألو سيني (الفرنسية)
- هنري مارشان على موقع قاعدة بيانات الأفلام السويدية (السويدية)
- هنري مارشان على موقع قاعدة بيانات الفيلم (الإنجليزية)